# HUMAN (T-SQUAREのアルバム)
『HUMAN』（ヒューマン）は、T-SQUARE18枚目のアルバム。
1993年4月21日にリリース。

## 解説
スクェア18枚目のアルバム。全8曲入。
1曲目「明日への扉」はフジテレビ系列『F1グランプリ』中継挿入曲、アラン・プロストのテーマ曲となった。本作発売後2ヶ月後にシングルカットされた。
これまでのアルバムは、ホーン・セクションなど外部ゲストが参加していたが、本作は全曲メンバーのみで作り上げ、ブラスが入る楽曲も管楽器全般を演奏できる本田雅人が一人で全てこなしている。

## 収録曲
1. 明日への扉 - 安藤まさひろ作曲
2. RAINY DAY, RAINY HEART - 安藤まさひろ作曲
3. HIGH TIME - 安藤まさひろ作曲
4. ANABELLE - 安藤まさひろ作曲
5. PLAY FOR YOU - 安藤まさひろ作曲
6. BEYOND THE DAWN - 和泉宏隆作曲
7. SCANDAL BOY - 本田雅人作曲
8. JUST LIKE A WOMAN - 本田雅人作曲

## チャート成績
- 日本ゴールドディスク大賞 第8回（1993年度）アルバム賞･ジャズ部門（邦楽）[2]